# Marty (film)

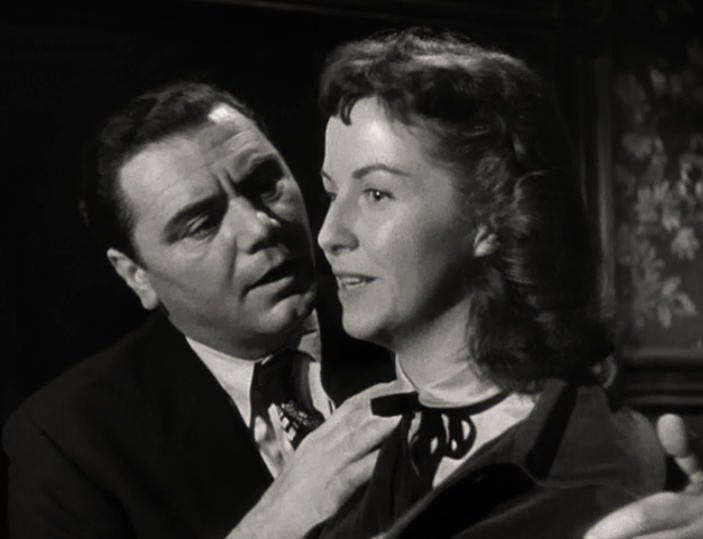
Ernest Borgnine i Betsy Blair w scenie z filmu

Marty – amerykański melodramat z 1955 w reżyserii Delberta Manna. Obraz nagrodzono Oscarem dla najlepszego filmu roku, a także Złotą Palmą na 8. MFF w Cannes. Obok Straconego weekendu (1945) Billy’ego Wildera i Parasite (2019) Bong Joon-ho jest to jeden z zaledwie trzech filmów, które wyróżniono obiema tymi nagrodami.

## Fabuła
Korpulentny kawaler Marty Piletti (Borgnine) pracuje jako rzeźnik. Mieszka z mamą (Minciotti) na nowojorskim Bronksie. Nieszczęśliwy w miłości mężczyzna pewnego wieczoru trafia na salę balową i spotyka tam miłą nauczycielkę Clarę (Blair). Mimo że Marty i Clara zaprzyjaźniają się, krewni zniechęcają go do rozwijania związku. Bohater musi zdecydować, czy podporządkować się rodzinnej woli, czy związać się z nowo poznaną kobietą.

## Obsada
- Ernest Borgnine – Marty Piletti
- Betsy Blair – Clara Snyder
- Esther Minciotti – pani Theresa Piletti
- Augusta Ciolli – ciocia Catherine
- Joe Mantell – Angie
- Karen Steele – Virginia
- Jerry Paris – Tommy

## Nagrody i nominacje
Nagrody Akademii Filmowej
- Najlepszy film – Harold Hecht (wygrana)
- Najlepszy reżyser – Delbert Mann (wygrana)
- Najlepszy aktor pierwszoplanowy – Ernest Borgnine (wygrana)
- Najlepszy scenariusz – Paddy Chayefsky (wygrana)
- Najlepszy aktor drugoplanowy – Joe Mantell (nominacja)
- Najlepsza aktorka drugoplanowa – Betsy Blair (nominacja)
- Najlepsza scenografia – filmy czarno-białe – Ted Haworth, Walter M. Simonds, Robert Priestley (nominacja)
- Najlepsze zdjęcia – filmy czarno-białe – Joseph LaShelle (nominacja)

Złoty Glob
- Najlepszy aktor w filmie dramatycznym – Ernest Borgnine (wygrana)

8. MFF w Cannes
- Złota Palma dla najlepszego filmu – Delbert Mann (wygrana)
- Nagroda Katolickiego Biura Filmowego (OCIC) – Delbert Mann (wygrana)

BAFTA
- Najlepsza aktorka zagraniczna – Betsy Blair (wygrana)
- Najlepszy aktor zagraniczny – Ernest Borgnine (wygrana)
- Najlepszy film z jakiegokolwiek źródła (nominacja)

Amerykańska Gildia Reżyserów Filmowych
- Najlepsze osiągnięcie reżyserskie w filmie fabularnym – Delbert Mann (wygrana)[4]

Amerykańska Gildia Scenarzystów
- Najlepszy scenariusz dramatu – Paddy Chayefsky (wygrana)[5]